# Parafia św. Apostołów Piotra i Pawła w Siedliskach
Parafia św. Apostołów Piotra i Pawła w Siedliskach – parafia rzymskokatolicka znajdująca się w diecezji tarnowskiej, w dekanacie bobowskim.
W skład terytorium parafii wchodzą miejscowości Siedliska, Biesna i część Sędziszowej.

## Historia
Pierwsza wzmianka o parafii znajduje się w spisach świętopietrza z lat 1325 - 1327. Przypuszcza się jednak, że parafia powstała jeszcze w XIII wieku. Życie religijne koncentrowało się początkowo wokół kościoła pw. Św. Mikołaja, który został zbudowany na przełomie XIV i XV wieku (obecnie pełni funkcje rektoratu). W 1529 parafia została zniesiona (została włączona, jako część uposażenia, do kolegiaty bobowskiej). W 1561 właściciel wsi przekształcił siedliski kościół oraz bobowską kolegiatę w zbory kalwińskie. Kolegiata bobowska została zwrócona katolikom w 1593. Brak danych o roku zwrócenia kościoła w Siedliskach.
W 1772 Siedliska przeszły pod władzę Austrii. W wyniku polityki józefinizmu zlikwidowana została kolegiata bobowska i 6 lipca 1790 w Siedliskach utworzono samodzielną placówkę duszpasterską – kapelanię lokalną. W jej skład weszły wsie: Siedliska, Sędziszowa, Biesna, Grochowa, część Pogwizdowa i od 1826 Zimnawólka. W 1883 kapelania lokalna w Siedliskach została podniesiona do rangi parafii.
Parafia na początku należała do diecezji krakowskiej, związana była z dekanatem sądeckim (1340), w XVI w. została włączona do kolegiaty bobowskiej. Następnie Siedliska znalazły się w dekanacie bieckim w diecezji tarnowskiej. W latach 1805–1925 nowa reforma umieściła parafie siedliską w diecezji przemyskiej (od 1903 r. - w dekanacie rzepiennickim). 1925 powróciła do diecezji tarnowskiej, a w 1928 przyłączono ją do dekanatu bobowskiego, do którego należy do dzisiaj.
Przez wieki funkcję kościoła parafialnego pełnił zlokalizowany na uboczu wsi, nieopodal granicy z Bobową kościół św. Mikołaja. Obok tej świątyni do dziś znajduje się cmentarz parafialny. W 1987 w centrum miejscowości poświęcono nowy kościół parafialny pw. św. Apostołów Piotra i Pawła. Budowę kościoła rozpoczęto 13 maja 1983 r. W 1987 roku odbyło się jej poświęcenie. Konsekracji świątyni dokonał bp tarnowski Andrzej Jeż, 29 czerwca 2015 r.

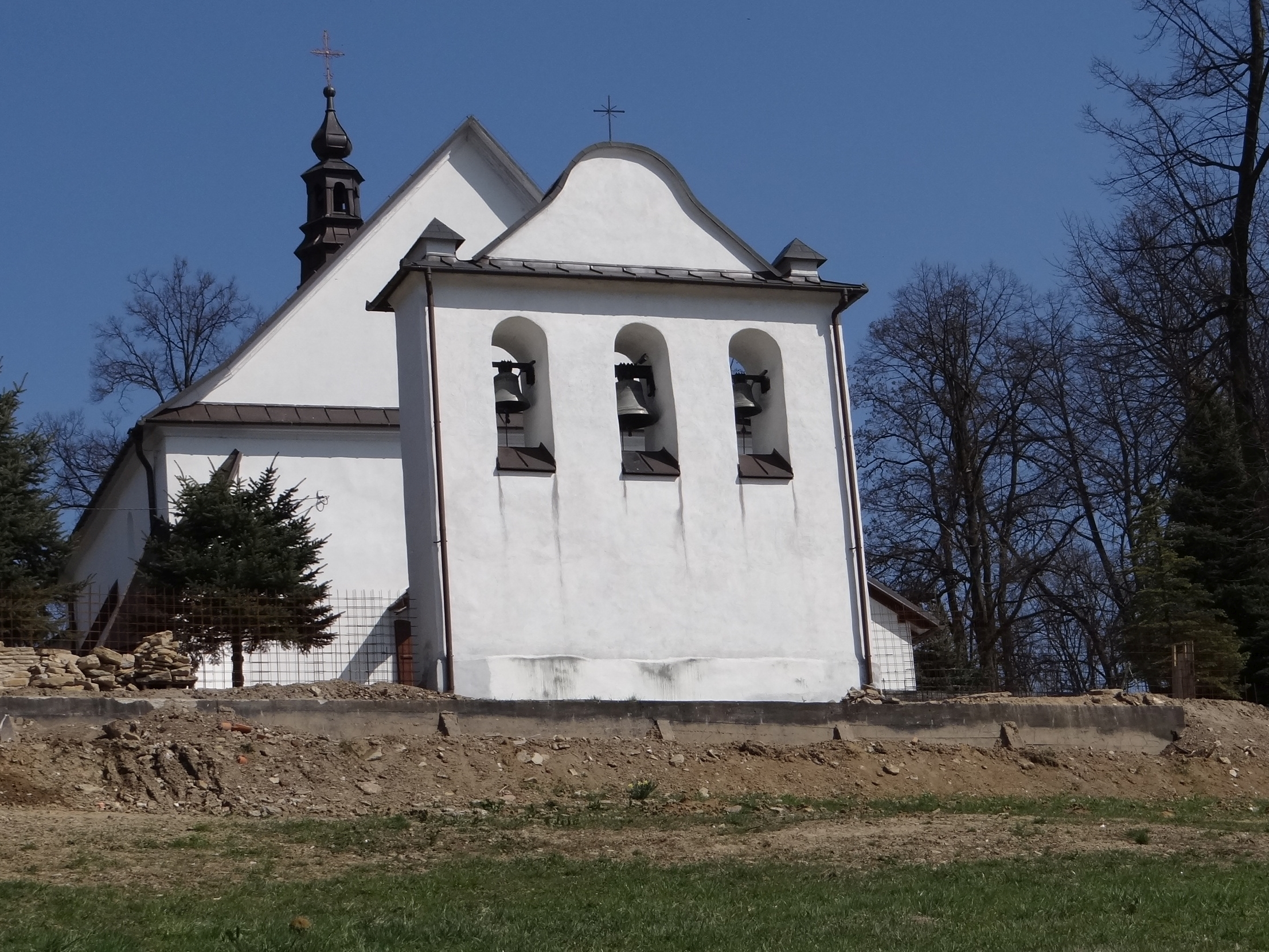
Kościół św. Mikołaja w Siedliskach

## Proboszczowie
Proboszczowie - plebanowie - administratorzy w Siedliskach (od ok. 1463):
- pleban Piotr Staszkowski (ok. 1463 - 1517)
- ks. Kasper Pdłęcki (przed 1529)
- ks. Jakub Wygonkowski 1791 - 1798
- ks. Wojciech Balura (1798 - 1812)
- ks. Teodor Schöller (1812 - 1812)
- ks. Jacek Chrobakowski (1813 - 1814)
- ks. Wawrzyniec Nowak (1814 - 1821)
- ks. Jan Babiarczyk (1821 - 1828)
- ks. Stefan Chowanetz /Chowaniec/ (1828 - 1833)
- ks. Teofil Pawlikowski (1833 - 1834)
- ks. Ludwik Serwoński (1834 - 1882)
- o. Lucjan Biesz (1882 - 1883)
- ks. Franciszek Dziedzic (1883 - 1926)
- ks. Józef Grabowski (III - XI 1926)
- ks. Augustyn Skórka Zaborowski (1926 - 1939)
- ks. Karol Szymaszek (I - VI 1939)
- ks. Władysław Juszczyk (1939 - 1959)
- ks. Bronisław Kępa (1959 - 1984)
- ks. Czesław Szewczyk (1984 - 1992)
- ks. Władysław Skoczeń (1992 - 2021)[5]
- ks. Janusz Psonak (15.08.2021 - obecnie)[6]